# Cibitung Kulon
Cibitung Kulon is een bestuurslaag in het regentschap Bogor van de provincie West-Java, Indonesië. Cibitung Kulon telt 5903 inwoners (volkstelling 2010).